# 小王國
小王国（英語：petty kingdom）是指那些相对于统一王国或帝国而言规模较小的王国。例如，盎格鲁-撒克逊英格兰的多个王国在10世纪合并为英格兰王国，或16世纪爱尔兰的多个盖尔王国被统一为爱尔兰王国。另一种情况是，小王国是在更大王国附近的次要王国，例如中世纪的马恩岛及群岛王国相对于苏格兰王国或英格兰王国，或斯堪的纳维亚的维京人王国。
在东南亚大陆的政治模式中，小王国被称为“勐”。
到了欧洲的中世纪盛期，许多中世纪前期的小王国演变为公国、大公国或亲王国。到早期现代，许多这样的亲王国被并入更大的君主国，但其统治家族的婚姻并不被视为“低等联姻”，在社会地位上与王室家族平等。神圣罗马帝国内的各小邦通常不被视为小王国，因为它们至少名义上臣服于神圣罗马帝国皇帝，并非完全独立。